# Folgoso de la Ribera
Folgoso de la Ribera – gmina w Hiszpanii, w prowincji León, w Kastylii i León, o powierzchni 69,26 km². W 2011 roku gmina liczyła 1226 mieszkańców.